# Universitat de Vic - Universitat Central de Catalunya
La Universitat de Vic - Universitat Central de Catalunya (UVic-UCC) és una universitat d'iniciativa pública i gestió privada regida per la Fundació Universitària Balmes. Dedicada a l'educació superior i a la investigació mitjançant la docència i la formació continuada, té els seus fonaments en el principi d'autonomia universitària, expressada en la llibertat de càtedra, d'investigació i d'estudi. La UVic-UCC és membre de la Xarxa Vives d'Universitats.
Va ser reconeguda com a universitat l'any 1997, fruit de la fusió de diversos centres d'estudis universitaris de Vic adscrits a altres universitats. L'any 2014 la Universitat de Vic es va reconstituir com a Universitat de Vic - Universitat Central de Catalunya, com a resultat de la federació entre la Fundació Universitària Balmes i la Fundació Universitària del Bages.
Actualment, la UVic-UCC es configura amb una estructura federada, formada per quatre fundacions: la Fundació Universitària Balmes (FUBalmes), la Fundació Universitària del Bages (FUBages), la Fundació d'Estudis Superiors en Ciències de la Salut (FESS) i la Fundació Privada ELISAVA. Alhora té els centres adscrits següents: BAU, Centre Universitari d’Arts i Disseny de Barcelona; EADA Business School, ESERP Business School, i Campus Docent Sant Joan de Déu.
L'emblema de la UVic-UCC és la A de Carlemany, peça d'orfebreria carolíngia que simbolitza els principis del saber i la seva expansió il·limitada. La divisa que orienta a la universitat, Scientiae patriaeque impendere vitam, és un vers de Lucà que significa «Esmerçar la vida al servei de la ciència i la comunitat».

## Història
El 26 de juny de l'any 1599, el rei Felip III concedia a l'Estudi General de Vic el privilegi de graduar els estudiants en Arts i Filosofia. Començava la Universitat Literària de Vic. L'any 1717, com a represàlia per la Guerra de Successió, el rei Felip V va suprimir totes les universitats catalanes perquè havien estat contràries a la seva causa i va fundar la Universitat de Cervera, ciutat que li havia estat fidel. La Universitat Literària de Vic va ser l'última a deposar els graus. L'any 1749, es va fundar el Seminari de Vic. L'existència del Seminari va implicar el retorn d'estudis superiors a la ciutat. El segle xix va arrelar amb força la tradició de l'Estudiant de Vic. La ciutat es va convertir en un focus cultural important de la Renaixença catalana. Personalitats de la talla de Jaume Balmes, Jacint Verdaguer o el Canonge Collell, i institucions com la Biblioteca Episcopal, el Círcol Literari o el mateix Seminari en són exemples il·lustratius.
L'any 1873, l'Ajuntament de la ciutat va intentar sense èxit refundar la Universitat de Vic, exemple que expressa la preocupació ciutadana per aconseguir un centre civil d'ensenyament superior. Es van reprendre els estudis universitaris a Vic només l'any 1974, quan es va fundar l’Escola Femenina d’Ajudants Tècnics Sanitaris d’Osona. Finalment durant la transició, després de la mort de Franco, l'any 1977 es va crear l'Escola Universitària de Mestres Jaume Balmes de Vic, adscrita a la Universitat de Barcelona. L'any 1979, es va crear Eumo Editorial (EUMO és l'acrònim d'Escola Universitària de Mestres d'Osona) i l'any 1984 es va crear l''estudi de disseny Eumogràfic. El 1987-1988 va ser el primer curs acadèmic als Estudis Universitaris de Vic amb tres escoles universitàries: l'Escola Universitària de Mestres Balmes, l'Escola Universitària d'Estudis Empresarials d'Osona, adscrita a la Universitat de Barcelona i l'Escola Universitària d'Infermeria Osona, adscrita a la Universitat Autònoma de Barcelona.
El curs 1989-1990 va significar la posada en marxa de l'Escola Universitària Politècnica d'Osona i el curs 1993-1994 es va obrir la Facultat de Traducció i Interpretació. L'any 1997, aquest conjunt de centres adscrits es va convertir en una universitat nova quan el 21 de maig el Parlament de Catalunya va aprovar la Llei de Reconeixement de la Universitat de Vic per unanimitat de tots els grups polítics. Es recuperava així, 280 anys més tard, la darrera de les universitats suprimides per Felip V.

### Cap a la UVic-UCC
L'any 2013 es va iniciar el procés de federació amb la Fundació Universitària del Bages, que gestionava un conjunt de centres adscrits a la ciutat de Manresa. El 30 de gener de 2014 es va signar l'acord de federació entre la Fundació Universitària Balmes i la Fundació Universitària del Bages que va donar lloc a la Universitat de Vic - Universitat Central de Catalunya, establint un marc de cooperació i governança inèdit en el sistema universitari català que es fonamentava en l'autonomia de gestió i en la corresponsabilitat en l'impuls a projectes d'interès comú.
L'any 2017 inicia l'activitat la Facultat de Medicina amb seus a Vic i a Manresa.

## Campus, centres i seus de la UVic-UCC
Sorgida el 1997 inicialment a Vic, arran dels diversos contractes federatius, ha anat ampliant la seva àrea d'influència. D'aquesta manera, actualment inclou el Campus Vic, el Campus Manresa, el Campus Medicina i el Campus Barcelona, com també les seus de Granollers i de Manlleu.

### Campus Vic
El Campus Vic (UVic) està constituït per les facultats i els serveis que són titularitat de la Fundació Universitària Balmes. El Campus Vic està integrat per la Facultat d'Educació, Traducció, Esports i Psicologia; la Facultat de Ciències de la Salut i el Benestar; la Facultat d'Empresa i Comunicació; la Facultat de Ciències, Tecnologia i Enginyeries. Inclou també l’Escola de Doctorat de la UVic-UCC i el Campus Professional.

### Campus Manresa
El Campus Manresa (UManresa) està constituït per les facultats i els serveis que són titularitat de la Fundació Universitària del Bages. Comprèn la Facultat de Ciències de la Salut de Manresa i la de Ciències Socials de Manresa. Inclou també el Campus Professional.

### Campus Medicina
El Campus Medicina (UMedicina) està constituït per la facultat i els serveis que són titularitat de la Fundació d’Estudis Superiors de Ciències de la Salut. Comprèn la Facultat de Medicina, que té espais a Vic i a Manresa.

### Campus Barcelona
El Campus Barcelona (Elisava) està constituït per la facultat i els serveis que són titularitat de la Fundació Privada Elisava, Escola Universitària. Comprèn la Facultat d’Enginyeria i Disseny Elisava.

### Centres adscrits
- BAU Centre Universitari d'Arts i Disseny
- Escola d'Alta Direcció i Administració
- ESERP Business School
- Campus Docent Sant Joan de Déu

### Seus
La UVic-UCC té dues seus a la Catalunya Central. Una d’aquestes se situa a Granollers, a les instal·lacions de Roca Umbert i Can Muntanyola. L’altra seu se situa a Manlleu, fruit de l’acord entre l’Ajuntament de Manlleu, la Fundació Antiga Caixa Manlleu i la mateixa universitat.

## Rectors
| Rector/a                   | Mandat                   |
| -------------------------- | ------------------------ |
| Ricard Torrents i Bertrana | 1997 - 2002              |
| David Serrat i Congost     | 2002 - 2006              |
| Assumpta Fargas i Riera    | 2006 - 2010              |
| Jordi Montaña Matosas      | 2010 - 2018              |
| Joan Masnou Suriñach       | Juliol 2018 - Gener 2019 |
| Josep-Eladi Baños          | 2019-                    |

## Professors destacats
- Segimon Serrallonga i Morer (1930 - 2002), filòleg, poeta i traductor
- Joaquim Maideu i Puig (1932 - 1996), pedagog i compositor
- M. Antònia Canals i Tolosa (1930 - 2022) mestra i matemàtica